# 바이스 (더 킹 오브 파이터즈)
바이스(영어: vice)는 더 킹 오브 파이터즈의 등장인물이다.

## 캐릭터 이야기
바이스는 루갈 번스타인의 비서로서 오로치 일족의 총실무자인 게닛츠에 의해 파견된 여자이다. 실상 그녀는 오로치 일족 중에서도 상위 8명을 지칭하는 오로치 팔걸집의 일원이기도 했다. 바이스는 심리학과 부활술에 도가 텄고 심리학 박사학위까지 갖고 있었다. 그래서 바이스는 이미 루갈이 죽여놓은 쿠사나기 사이슈를 부활 및 세뇌시켰는데 이 과정에서 바이스는 너무 많은 체력을 소비하여 거의 죽을 뻔했다. 이 때문에 바이스는 사이슈를 이를 갈며 증오했다. 또한 그녀는 매츄어와 마찬가지로 루갈의 비서로서 여러가지로 루갈을 도와주기도 했다. 
루갈 패망 이후 같이 루갈의 비서로 일하고 있으면서 같은 오로치 팔걸집인 매츄어와 같이 야가미 이오리와 팀을 짜고 KOF96에 출전하는데 게닛츠가 패배 후 종적을 감추자 이때 폭주한 이오리에 의해 공격받게 된다. 이때 매츄어도 같이 공격받게 된다. 이후 매츄어는 바이스와 같이 KOF XIV에서 공식석상에서 모습을 드러냈다. KOF XIV는 드림매치가 아닌 공식 스토리이다. KOF XIV에서는 김갑환의 스승인 강일과 매우 격렬하게 말다툼을 했다.
힘이 굉장히 세며 수많은 오로치 일족 중에서도 그녀보다 힘이 센 사람은 각성한 후의 나나카세 야시로가 유일하다.
한 때 바이스와 매츄어는 이로 인해 사망했던 것으로 알려졌으나 사실은 행방불명 상태였고, 킹 오브 파이터즈 13에서 이 둘은 불의 힘을 잃어버린 이오리에게 홀연히 다시 나타나 팀을 이룬다.

## 캡콤 대 SNK 시리즈에 등장하는 바이스
캡콤 VS SNK에서 바이스는 레이셔 3의 루갈 번스타인과 짝을 이루게 하기 위해 레이셔를 1로 낮춰서 등장했다. 사실 레이셔 1짜리 캐릭터 중에서도 킹이나 블랑카처럼 강한 캐릭터가 있었지만, 킹 오브 파이터즈 본작에서의 커맨드 잡기 연속기가 불가능해지고 필살기들이 애매하게 어레인지되어 결과적으로는 상당한 약캐릭터가 되었다.
이런 연속기의 부재 및 견제 수단의 빈약함으로 인해 레이셔의 제한이 풀린 2에서도 바이스는 약캐릭터로 분류된다. 하지만 대놓고 샌드백으로 전락한 니카이도 베니마루보다는 강하다. 캡콤 VS SNK에서 캐릭터 랭킹에서 사가트가 1위이며 꼴찌가 니카이도 베니마루이다.

## 캐릭터 시놉시스
KOF96이 출시되기 불과 한 달 전까지만 해도 매튜어와 바이스는 KOF96에 존재하는 캐릭터가 아니었다. 그러나 KOF 시리즈 팬들의 엄청난 성원에 힘입어 급조되어 캐릭터로 만들어졌다. 이오리에게 살해당하는 시나리오를 만들었지만 이 역시 팬들의 격렬한 항의에 의해 사망이 아닌 행방불명으로 일단락 지어졌다.

## 오로치 팔걸집
- 레오폴드 게닛츠
- 나나카세 야시로
- 쉘미
- 크리스
- 야마자키 류지
- 가이델
- 매츄어
- 바이스

## 바이스를 연기한 배우
- 요벽아 - 2010년 영화 《더 킹 오브 파이터즈 (영화)》

1. ↑  캡콤 VS SNK에서 베니마루는 일단 체력과 방어력이 최하위인데다가 세워놓은 머리카락에도 피격판정이 있으며 KOF와는 달리 기본기가 많이 약하며 공격력도 약해서 상대보다 더 때리고 덜 맞아도 패하거나 비기는 경우가 많다.